# Kocoury
Kocoury je přírodní památka severně od obce Prosetín v okrese Žďár nad Sázavou. Oblast spravuje Krajský úřad Kraje Vysočina. Lokalita se nachází na severním svahu kopce zvaném Vrchy v blízkosti vrcholu.

## Flora
Důvodem ochrany je ostrůvek trávobyliných lad s bohatou květenou především na vápencových výchozech. Jedná se o remíz vzniklý na kamenném snosu a tvořený zejména bukem lesním (Fagus sylvatica) a břízou bělokorou (Betula pendula). Lokalita se nachází v nadmořské výšce 620 metrů a je jednou z nejvýše položených lokalit výskytu sasanky lesní (Anemonoides sylvestris). V podrostu a blízkém okolí se dále vyskytují samorostlík klasnatý (Actaea spicata), bažanka vytrvalá (Mercurialis perennis), lýkovec jedovatý (Mercurialis perennis) a kokořík mnohokvětý (Polygonatum multiflorum). Na blízkých travnatých plochách roste vítod chocholatý , černýš hajní (Melampyrum nemorosum), krvavec menší (Sanguisorba minor) a prvosenka jarní (Primula veris). Lokalita je pravidelně kosena.